# (6629) Kurtz
Pour les articles homonymes, voir Kurtz.
(6629) Kurtz est un astéroïde de la ceinture principale.

## Description
(6629) Kurtz est un astéroïde de la ceinture principale. Il fut découvert le 17 octobre 1982 à la station Anderson Mesa par Edward L. G. Bowell. Il présente une orbite caractérisée par un demi-grand axe de 2,18 UA, une excentricité de 0,14 et une inclinaison de 2,1° par rapport à l'écliptique.

## Compléments